# Torulaspora delbrueckii
Torulaspora delbrueckii är en svampart som först beskrevs av Lindner, och fick sitt nu gällande namn av E.K. Novák & Zsolt 1961. Torulaspora delbrueckii ingår i släktet Torulaspora och familjen Saccharomycetaceae.   Inga underarter finns listade i Catalogue of Life.

## Bildgalleri

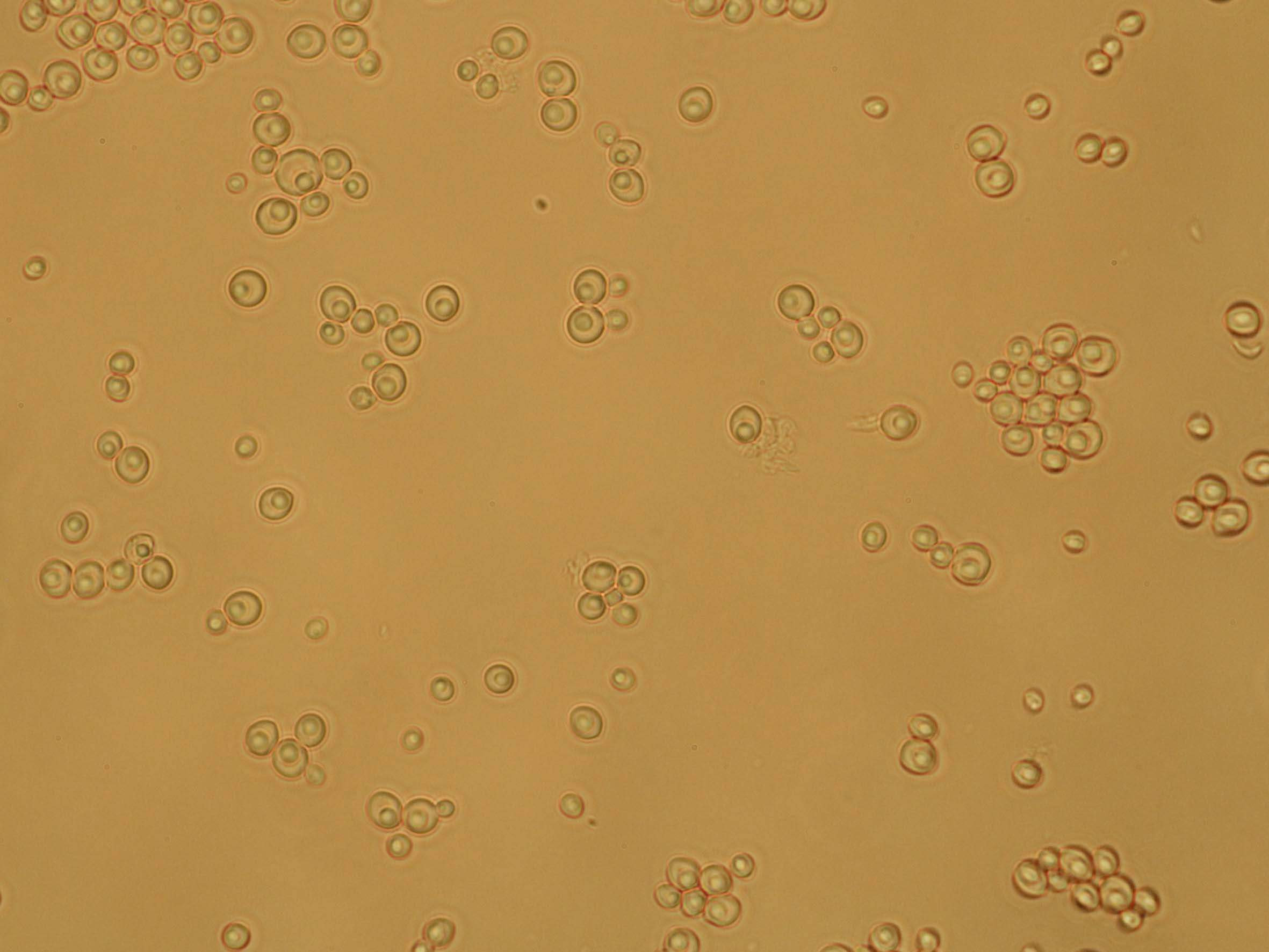